# Bronwenia
Bronwenia es un género botánico con diez especies de plantas con flores  perteneciente a la familia Malpighiaceae. Es originario de Sudamérica.

## Taxonomía
El género fue descrito por William Russell Anderson & C.Davis y publicado en Contributions from the University of Michigan Herbarium 25: 138-140, en el año 2007.  La especie tipo es Bronwenia ferruginea (Cav.) W.R.Anderson & C.Davis

## Especies
- Bronwenia acapulcensis  	(Rose) W.R.Anderson & C.Davis
- Bronwenia brevipedicellata 	(B.Gates) W.R. Anderson & C.Davis
- Bronwenia cinerascens 	(Benth.) W.R. Anderson & C. Davis
- Bronwenia cornifolia 	(Kunth) W.R. Anderson & C. Davis
- Bronwenia ferruginea 	(Cav.) W.R. Anderson & C.Davis
- Bronwenia longipilifera 	(B. Gates) W.R. Anderson & C.Davis
- Bronwenia mathiasiae 	(W.R. Anderson) W.A. Anderson
- Bronwenia megaptera 	(B. Gates) W.R. Anderson & C.Davis
- Bronwenia peckoltii 	W.R. Anderson & C.Davis
- Bronwenia wurdackii 	(B. Gates) W.R. Anderson & C.Davis